# Edificio de Correos (Murcia)
El antiguo Edificio de Correos de Murcia (Región de Murcia, España) es un inmueble situado en la calle pintor Villacis (popularmente denominada calle Correos). Fue construido entre 1928 y 1931 por el arquitecto Pedro Muguruza.

## Historia
En 1917 se solicitaba por primera vez la construcción de un edificio de Correos y Telégrafos al Gobierno Central, procediéndose a demoler la barroca casa de Villacis, en la calle del mismo nombre, para construirlo en su lugar. 
Tras diez años de retrasos, en 1927 se produjo un avance en las gestiones para su realización por parte de la Dirección General de Correos, a través del Ministerio de la Gobernación, dando comienzo las obras el 23 de enero de 1928. 
El Edificio de Correos y Telégrafos fue finalmente inaugurado el 5 de agosto de 1931, apenas unos meses después de ser proclamada la II República española.
Se trató de una de las primeras obras de Pedro Muguruza como arquitecto, ganador del concurso convocado en 1917.
El edificio ejerció su función, aportando el apelativo popular de calle Correos al eje urbano que se inicia en la plaza Ceballos y termina en calle Merced,  hasta que el servicio de Correos se mudó a otra sede a finales de la década de los 80. Desde entonces el inmueble ha estado abandonado, aunque protegido por el Plan Especial del Conjunto Histórico Artístico de la ciudad (PECHA). 
Pertenece desde 1998 al Grupo Orenes, quien lo adquirió en subasta pública, abriendo en él un mercado gastronómico en 2018.

## Arquitectura

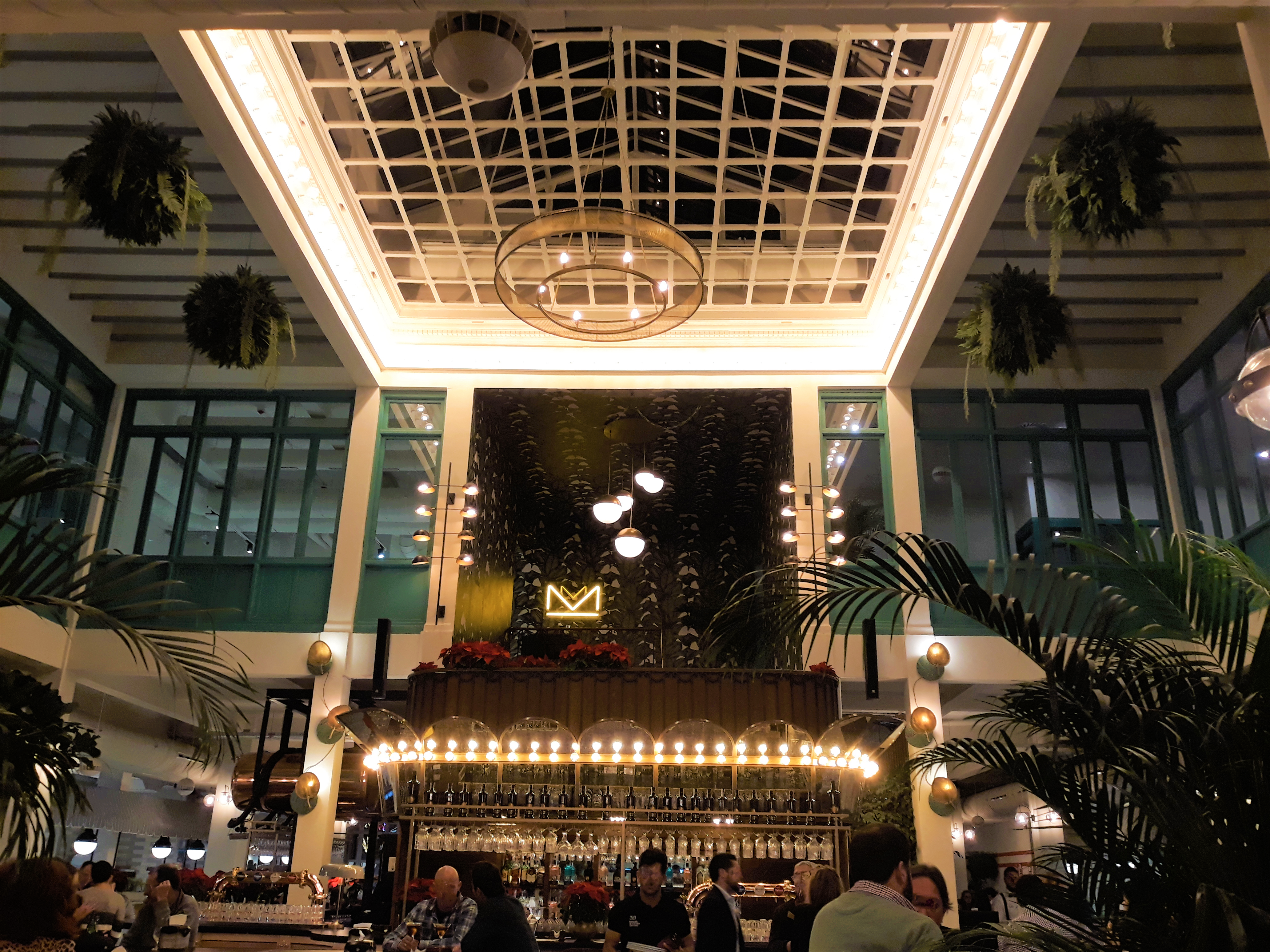
Hall central del edificio con el actual mercado gastronómico.

Se desconoce la evolución entre la primera propuesta ganadora del concurso de 1917, anunciada en la Gaceta de Madrid el 16 de noviembre de 1919, y el proyecto finalmente ejecutado entre 1928 y 1931. En las bases de estos concursos de Correos se exigía la adaptación formal del edificio al carácter típico de la región, que en el caso de Murcia respondió a una arquitectura barroca, lenguaje cuyos códigos decorativos fueron introducidos en el exterior del edificio, y a los que Muguruza fue tan aficionado.
Pero Muguruza no se inspiró en la derribada fábrica de la casa Villacis, tan sólo heredó la idea estilística. El resultado final fue un edificio en esquina, cuerpo destacado por medio de un torreón, en cuyos dos de sus vanos incorporó frontones quebrados.
En su distribución interior se aprecia un patio central cubierto por armadura metálica, relacionándose con la arquitectura funcional, con escalera volada.